# Secret (21 Savage)
Secret è un singolo del rapper statunitense 21 Savage, pubblicato il 17 aprile 2020 su etichetta Epic Records.
Il brano vede la partecipazione della cantante statunitense Summer Walker.

## Tracce
Testi e musiche di Ahmar Bailey, Shéyaa Bin Abraham-Joseph, Summer Walker.
1. Secret (feat. Summer Walker) – 3:30

## Formazione
Musicisti
- 21 Savage – voce
- Summer Walker – voce aggiuntiva

Produzione
- Kid Hazel – produzione
- Ben Chang – missaggio